# Ashibumi
Ashibumi (jap. 足踏み) ist der Begriff für die erste Position (erstes Hassetsu) des japanischen Bogenschießens – dem Kyūdō. Dabei stehen die Füße auf einer gedachten Linie vom Ziel (Mato) zum Schützen eine Auszugslänge weit auseinander. Dabei bildet sich ein Winkel zwischen den beiden Füßen von etwa 60 bis 90 Grad.
Der erste Teil des Ashibumis ist das ikken naka sumi. Frei übersetzt beschreibt es den Vorgang, mit dem japanische Zimmerleute früher mit Hilfe einer Schlagschnur lange Holzbalken markierten. Beim Kyudo wird darunter verstanden, dass ein gedachtes Lot vom Mato auf den Boden fällt und anschließend dieses an einer gedachten Linie bis zum Schützen verlängert wird.
Der zweite Teil ist das futsuka no kane, bei dem erst der linke Fuß mit der großen Zehe auf die gedachte Linie gesetzt wird. Jetzt wird die gedachte Linie weiter verlängert und dann der rechte Fuß gesetzt, jedoch diesmal mit der Ferse. Es sollte sich eine gleichmäßige Verteilung des Körpergewichtes zwischen dem linken und dem rechten Fuß einstellen. Außerdem soll beim Stehen der Oberschenkelmuskel leicht zusammengepresst und das Becken ein Stück nach vorne geschoben werden. Die Körperhaltung im Ganzen sollte dabei eher natürlich und nicht verkrampft sein.
Der letzte Teil des ersten Hassetsus ist das ogi no kane. Ōgi ist der japanische Fächer, der weniger Rippen als ein normaler Fächer besitzt. Wenn er aufgefaltet wird, beschreibt er einen Winkel zwischen 60 und 90 Grad. Das ist auch der Winkel, der sich zwischen den beiden gesetzten Füßen, also den beiden Innenristen, bildet. Der richtige Abstand zwischen dem linken und dem rechten großen Zeh sollte etwa der Auszugslänge entsprechen. Die Auszugslänge entspricht jedoch nicht der Pfeillänge, da in dieser ein etwa fünf Zentimeter großer Sicherheitsüberstand miteingerechnet ist.
Der Bogen wird in der linken Hand gehalten, wobei die Bogensehne nach außen gerichtet ist und die Bogenspitze etwa zehn Zentimeter über dem Boden steht. Dabei ist der Bogen mit seinem unteren Ende auf die Mitte der Standfläche gerichtet. Der Pfeil wird mit der rechten Hand an der Spitze gefasst und zeigt ebenfalls zur Mitte der Standfläche. Beide Hände sind an der Hüfte.